# Cengkok (Tarokan)
Cengkok is een bestuurslaag in het regentschap Kediri van de provincie Oost-Java, Indonesië. Cengkok telt 2347 inwoners (volkstelling 2010).